# Palle Juul-Jensen
Palle Finn Juul-Jensen (6. august 1929 i Aarhus – 26. december 1998) var en dansk overlæge, dr.med. og dekan, der blev mest kendt for sin ansættelse som medicinaldirektør i Sundhedsstyrelsen fra 1988 til 1995.
Juul-Jensen blev student fra Aarhus Katedralskole i 1948 og tog medicinsk embedseksamen fra Aarhus Universitet i 1957. Under studiet havde han et forskningsophold ved Harvard, men var ellers tilknyttet Aarhus og byens lægefaglige miljø. Det var da også fra Aarhus Universitet, han i 1963 blev blev dr.med. på en afhandling om epilepsi. Fra 1968 var han overlæge ved Århus Kommunehospitals neurofysiologiske afdeling og året efter blev han lektor i neurologi ved universitetet.
Hans forskning førte i 1970 til en i samtiden ganske skelsættende bog om hjernedødskriteriet, der udkom samtidig med, at Aarhus havde førertrøjen på organtransplantationsområdet herhjemme. Han var fra 1971 til 1988 dekan for Det Lægevidenskabelige Fakultet ved Aarhus Universitet og havde gennem 1970'erne sæde i en række udvalg under Sundhedsministeriet, eksempelvis om landsdelsfunktionerne på sygehusene. Fra 1981 til 1984 var han medlem af bestyrelsen for det dengang statslige Rigshospitalet, og fra 1982 tillige folkevalgt som medlem af Århus Amtsråd for Venstre og i denne perioden desuden medlem af Aarhus Teaters styrelse.

## Medicinaldirektør
I 1988 blev han udnævnt til medicinaldirektør for Sundhedsstyrelsen. Han bestred stillingen frem til 1995, hvor han selv fratrådte som følge af en uvildig konsulentrapport, der kritiserede hans ledelse af styrelsen. Rapporten kom efter flere års kritik og uro internt og eksternt, blandt andet om aids-politikken. I sine memoirer, I Statens Tjeneste, der udkom et år efter, kvitterede han med at afsløre både den siddende sundhedsminister Yvonne Herløv Andersen (CD) og forgængeren Torben Lund (S) som homoseksuelle; noget, som journalister ellers havde afstået fra. Han hævdede, at den førte aids-politik skyldtes ministrenes seksuelle observans. Efter at have rådført sig med Kammeradvokaten afstod både Herløv Andersen og Lund fra at sagsøge Juul-Jensen for injurier.
Bogen skabte - også grundet dens øvrige indhold - stor debat om forholdene i sundhedsvæsenet, og han fortsatte til sin død med at bidrage aktivt til sundhedsdebatten. Blandt andet fortalte Juul-Jensen, der led af tarmkræft, i lidet begejstrede vendinger om sit møde med kræftafdelingen på Århus Amtssygehus. Senere skrev han selvbiografien I Fakultetets Tjeneste om sin tid ved Aarhus Universitet. Den udkom i 1998.
Palle Juul-Jensen modtog i 1977 tildelt Etatsråd C.G. Filtenborg og Hustru Marie Filtenborgs Æreslegat. Han var, ved siden af sine medicinsk-faglige tillidsposter, fra 1985 og til sin død formand for Jydsk Væddeløbsbane i Aarhus. Han var Kommandør af Dannebrog.